# Kup LEN 2009./10.
Ovo je osamnaesto izdanje Euro Cupa. Sudjelovala je 41 momčad.

## Završnica
- Savona -  Vaterpolo akademija Cattaro 9:7, 5:8 (pr.)

- sastav VA Cattaro (prvi naslov): Gojko Pijetlović, Matej Nastran, Željko Vukčević, Ivan Bjelobrković, Marko Kordić, Mile Smodlaka, Tamás Varga, Teo Đogaš, Sergej Lobov, Ivan Žanetić, Aljoša Kunac, Đorđe Filipović, Saša Mišić; trener Mirko Vičević